# Vicente Aguilera Cerni
Vicente Aguilera Cerni (Valencia, 1920 - Valencia, 1 de enero de 2005) fue un crítico de arte, ensayista y académico de la Comunidad Valenciana, España. Fue Presidente del Consejo Valenciano de Cultura entre 1994 y 1996. 

## Biografía
Estudió Derecho y Filosofía y Letras en la Universidad de Valencia, siendo uno de los creadores del Grupo Parpalló de Valencia, que en la década de 1950 promovió la vanguardia en la ciudad y en las décadas siguientes favoreció varios grupos e iniciativas renovadoras. 
Fue director y fundador del Museo de Arte Contemporáneo de Vilafamés y miembro del patronato del Museo Español de Arte Contemporáneo de Madrid y de la Junta Rectora del Museo de Arte Contemporáneo de Elche. Presidió la Asociación Española de Críticos de Arte y también el Consejo Valenciano de Cultura de la Generalidad Valenciana. 
En 1959 le fue concedido el Primer Premio Internacional de la Crítica en la XXIX Bienal de Venecia y ese mismo año consiguió el Premio Pi Suñer.
En 1995 fue galardonado con la medalla de oro de la Presidencia del Consejo de Ministros de Italia y en 1989, el Premio de las Letras Valencianas. En los últimos años fue presidente de honor de la Asociación Española de Críticos de Arte, Académico de Bellas Artes de San Carlos y doctor honoris causa por la Universidad Politécnica de Valencia (UPV). 

### Obras
Historia y presagio (poesía), 1941.
Pintores del Nuevo Mundo en la XXVII Bienal de Venecia, 1954.
Introducción a la pintura norteamericana, 1955.
La aventura creadora, 1956.
Antología apasionada de la Bienal de Venecia: segunda parte, 1957.
Ortega y D'Ors en la cultura artística española
Arte norteamericano del siglo XX, 1957
Arte y técnica en los siglos XIX y XXV, 1961.
Julio González, panorama del nuevo arte español, 1962.
Art nouveau, 1967,
La crítica del arte en España, 1967,
El arte impugnado, 1969
Iniciación al arte español
Porcar, documentos y testimonio, 1973.
Joaquín Vaquero, Luis Prades y Ripollés
Iniciación al arte español de la postguerra, 1970.
Julio González, 1971.
Historia de las artes. 2 Pintura, 1972.
La vida en la era de las revoluciones, 1972.
Arte y popularidad, 1973.
Julio, Joan y Roberta González: itinerario de una dinastía, 1973.
Posibilidad e imposibilidad del arte: comentarios en el tiempo, 1973.
Antoni Miró, 1974.
El arte en la sociedad contemporánea, 1974.
Once ensayos sobre el arte,1975.
Arte y compromiso histórico : (sobre el caso español), 1976.
Arte y sociedad industrial : antología de escritos, 1977.
Diccionario de arte moderno: conceptos, ideas, tendencias, 1979.
Pelayo, 1980.
Tres assaigs sobre Manuel Boix, 1981.
Pinazo,1982.
Michavila,1983.